# جوني أوبراين
جوني أوبراين (بالإنجليزية: Johnny O'Brien) هو لاعب كرة قاعدة أمريكي، ولد في 11 ديسمبر 1930 في ساوث أمبوي في الولايات المتحدة.

## وصلات خارجية
- جوني أوبراين على موقع دوري كرة القاعدة الرئيسي (الإنجليزية)
- جوني أوبراين على موقعبيزبول رفرنس.كوم (الدوري الرئيسي) (الإنجليزية)
- جوني أوبراين على موقعبيزبول رفرنس.كوم (الدوري الثانوي) (الإنجليزية)
- جوني أوبراين على موقع سبورتس رفرنس (الإنجليزية)
- جوني أوبراين على موقع كلية كرة السلة في سبورتس رفرنس.كوم (الإنجليزية)
- جوني أوبراين على موقع ريلجم (الإنجليزية)